# Calendulauda
Calendulauda is een geslacht van zangvogels uit de familie Alaudidae (leeuweriken).

## Soorten
Het geslacht kent de volgende soorten:
- Calendulauda africanoides – Savanneleeuwerik
  - C. a. alopex – Vosleeuwerik
- Calendulauda albescens – Karooleeuwerik
- Calendulauda burra – Rode leeuwerik
- Calendulauda erythrochlamys – Roodrugleeuwerik
  - C. e. barlowi – Barlows leeuwerik
- Calendulauda gilletti – Gilletts leeuwerik
- Calendulauda poecilosterna – Pieperleeuwerik
- Calendulauda rufa – Roestbruine leeuwerik
- Calendulauda sabota – Sabotaleeuwerik